# 萊恩巴赫河 (美因河支流)
50°01′49″N 10°19′17″E / 50.030323°N 10.321369°E
萊恩巴赫河（德語：Lehenbach），是德國的河流，位於該國東南部，由巴伐利亞負責管轄，屬於美因河的右支流，河道全長1.4公里，發源自紹農根東南面。